# Finlandsinstitutet

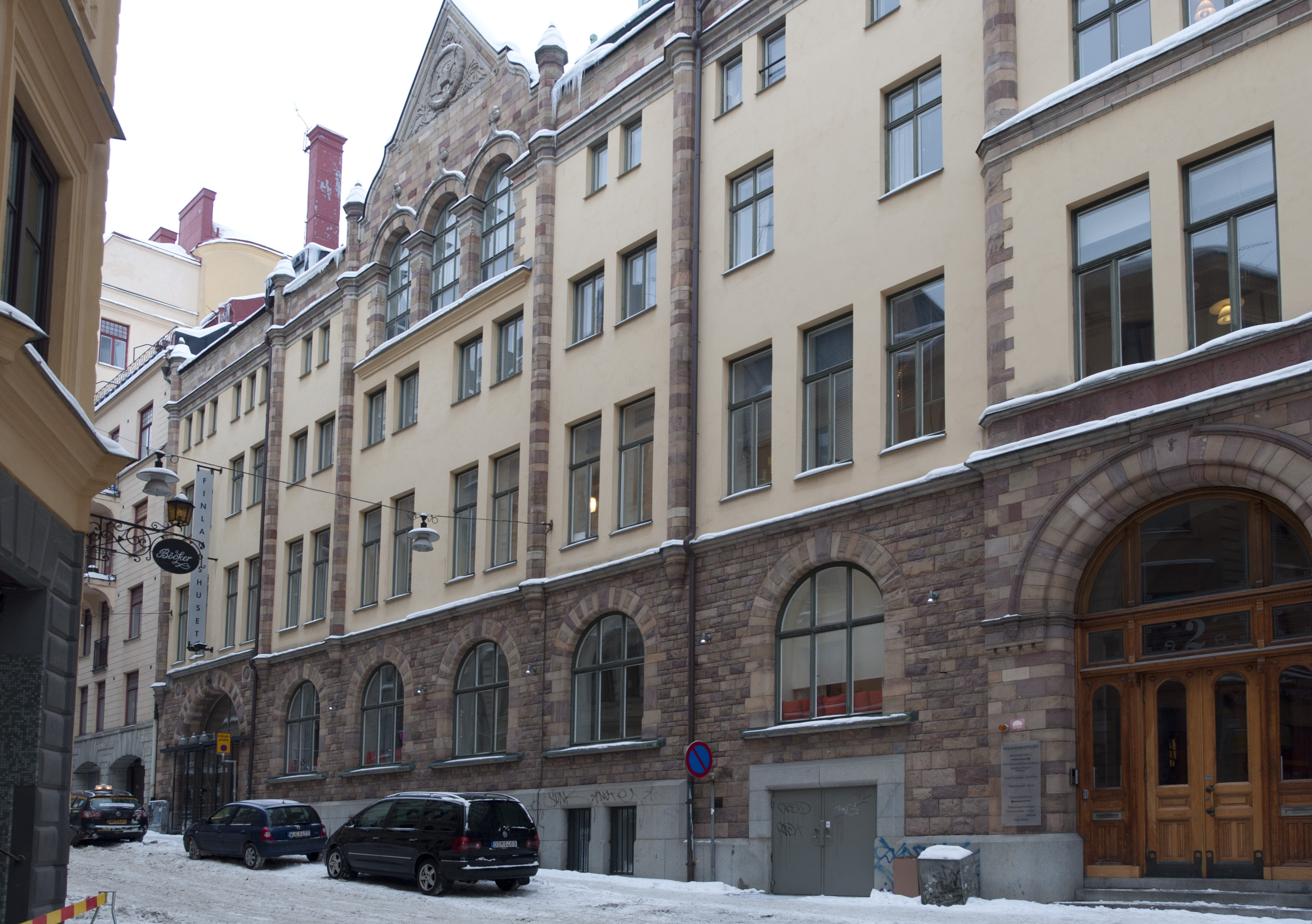
Finlandsinstitutets hus

Finlandsinstitutet (finska: Suomen Tukholman-instituutti) sprider information om Finland och synliggör finländsk kultur genom att arrangera seminarier, språkkurser, kulturaftnar, konserter och utställningar.
Institutet drivs av Stiftelsen Finlands Kulturinstitut i Sverige, i vars styrelse sitter representanter för Finlandssvenskarnas riksförbund i Sverige, Finska föreningen i Stockholm, Kulturfonden för Sverige och Finland, Sverigefinska Riksförbundet och kulturlivet i övrigt. 
Finland har kulturinstitut på ett 15–tal platser i världen. I Sverige har institutet sedan 1997 adressen Snickarbacken 2–4 i Stockholm. 

## Biblioteket
Biblioteket är ett resursbibliotek för finska språket som nationellt minoritetspråk i Sverige och har 20 000 medier. Det grundades av Stockholms finska förening 1894 och nu stöds det av Kulturrådet, Kungliga biblioteket, Stockholms kommun, Region Stockholm och Finlands undervisnings- och kulturministerium.

## Bildgalleri

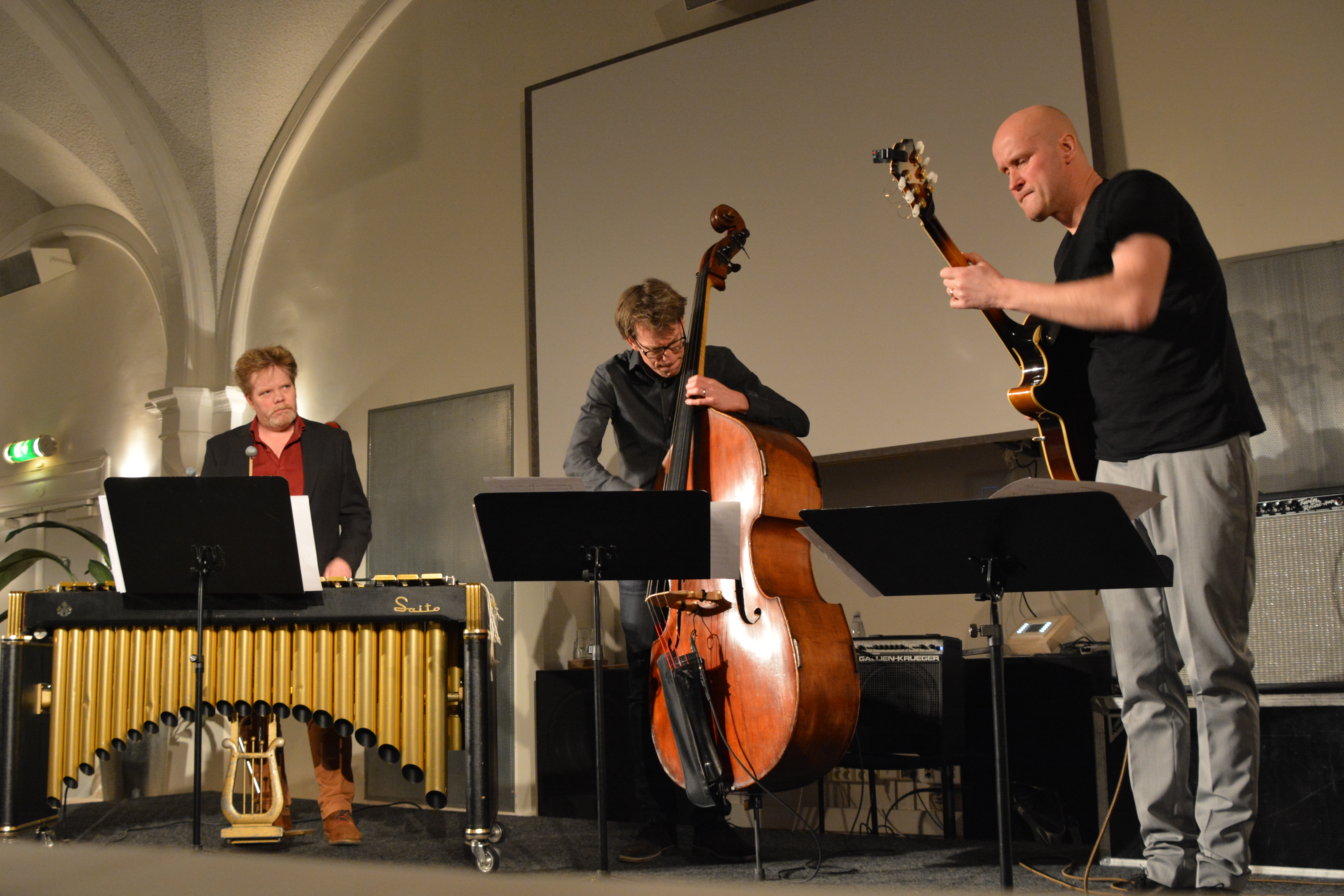
Konsert med Severi Pyysalo, Filip Augustson och Niklas Winter.
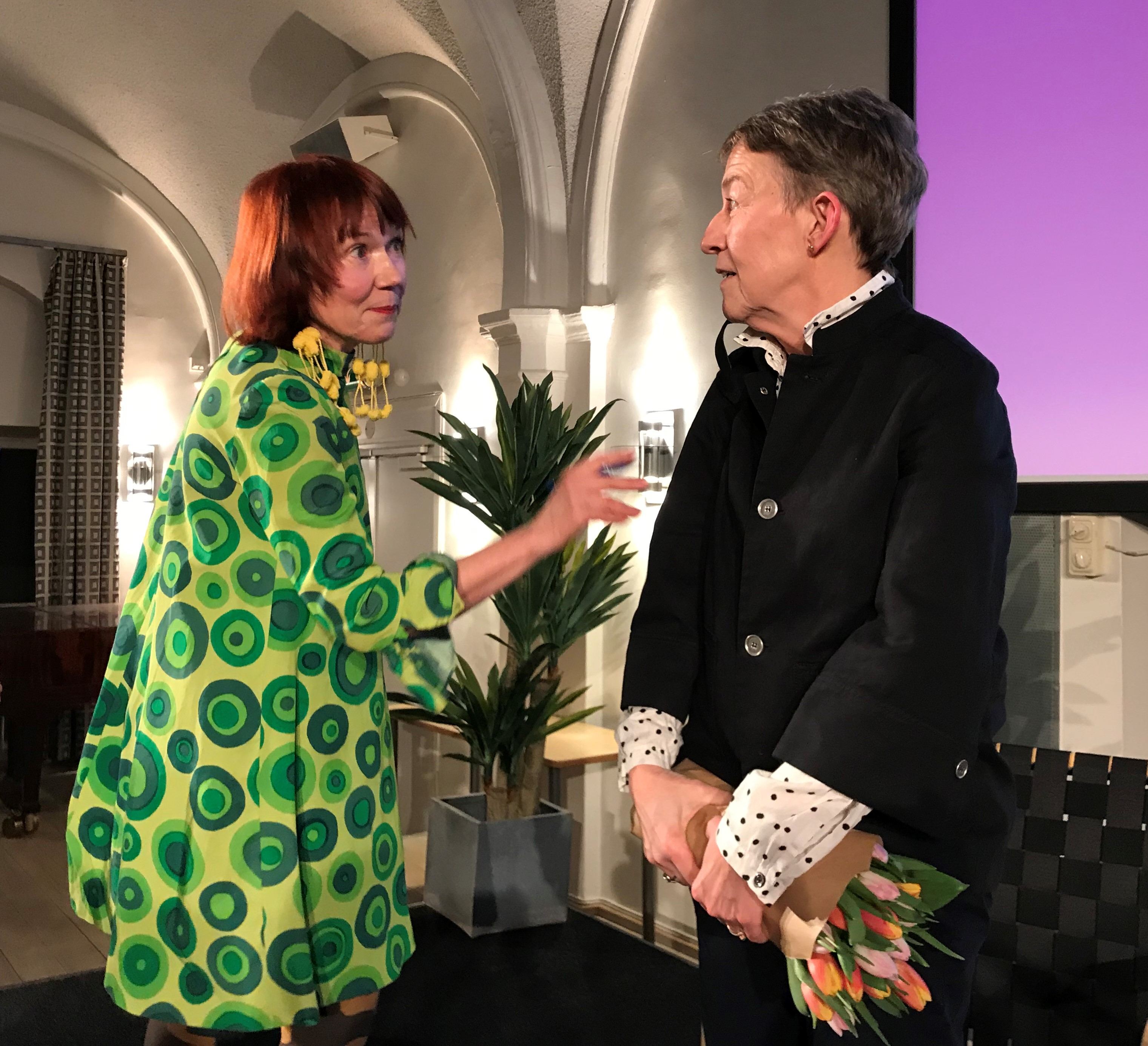
Rosa Liksom och Janina Orlov i samtal efter en presentation av Liksoms roman Överstinnan i februari 2019, med Orlov som intervjuare.